# Panama ai Giochi della XXI Olimpiade
Panama partecipò ai Giochi della XXI Olimpiade che si sono svolti a Montréal dal 17 luglio al 1º agosto 1976, con una delegazione di 8 atleti impegnati in 5 discipline per un totale di 13 competizioni.
Fu l'ottava settima partecipazione di questo paese ai Giochi estivi. Non fu conquistata nessuna medaglia.